# Вестгайм (Рейнланд-Пфальц)
Вестгайм (нім. Westheim) — громада в Німеччині, розташована в землі Рейнланд-Пфальц. Входить до складу району Гермерсгайм. Складова частина об'єднання громад Лінгенфельд.
Площа — 7,12 км2. Населення становить 1755 ос. (станом на 31 грудня 2020).

## Галерея

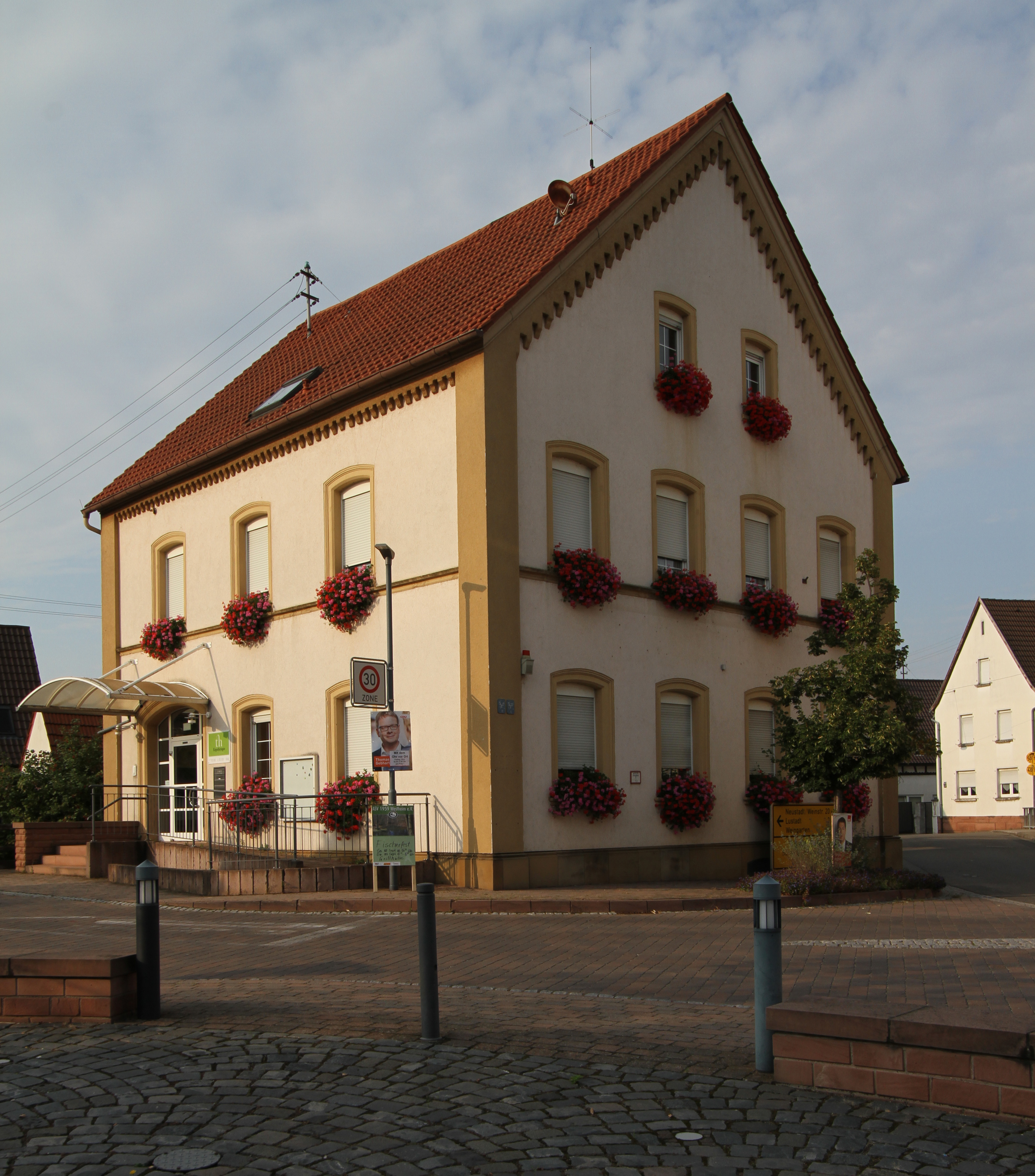
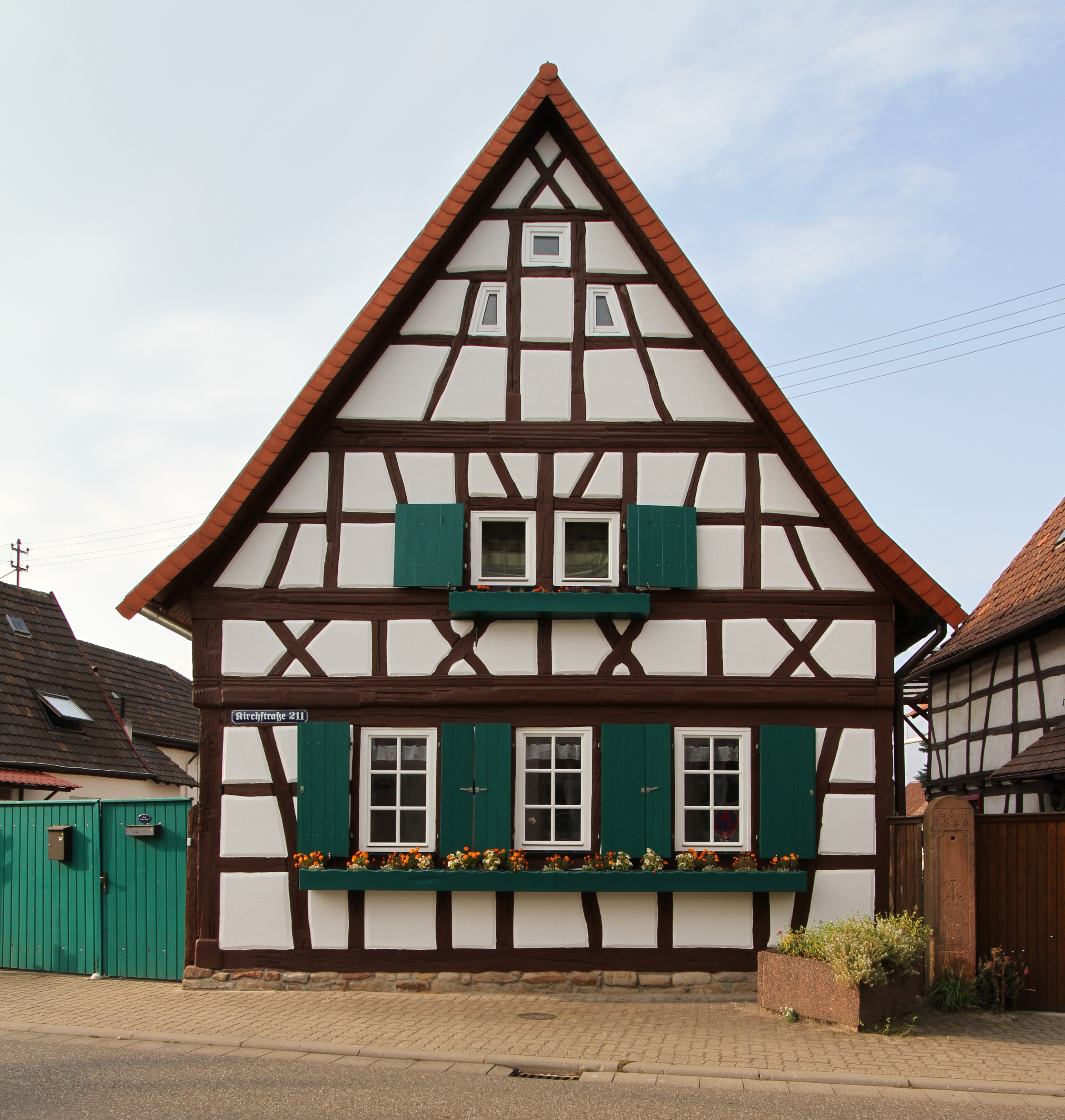
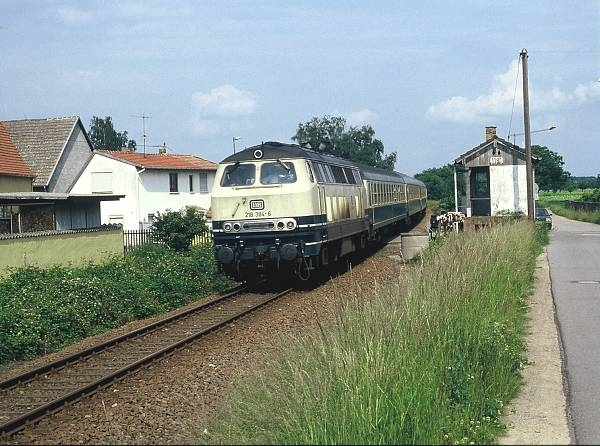
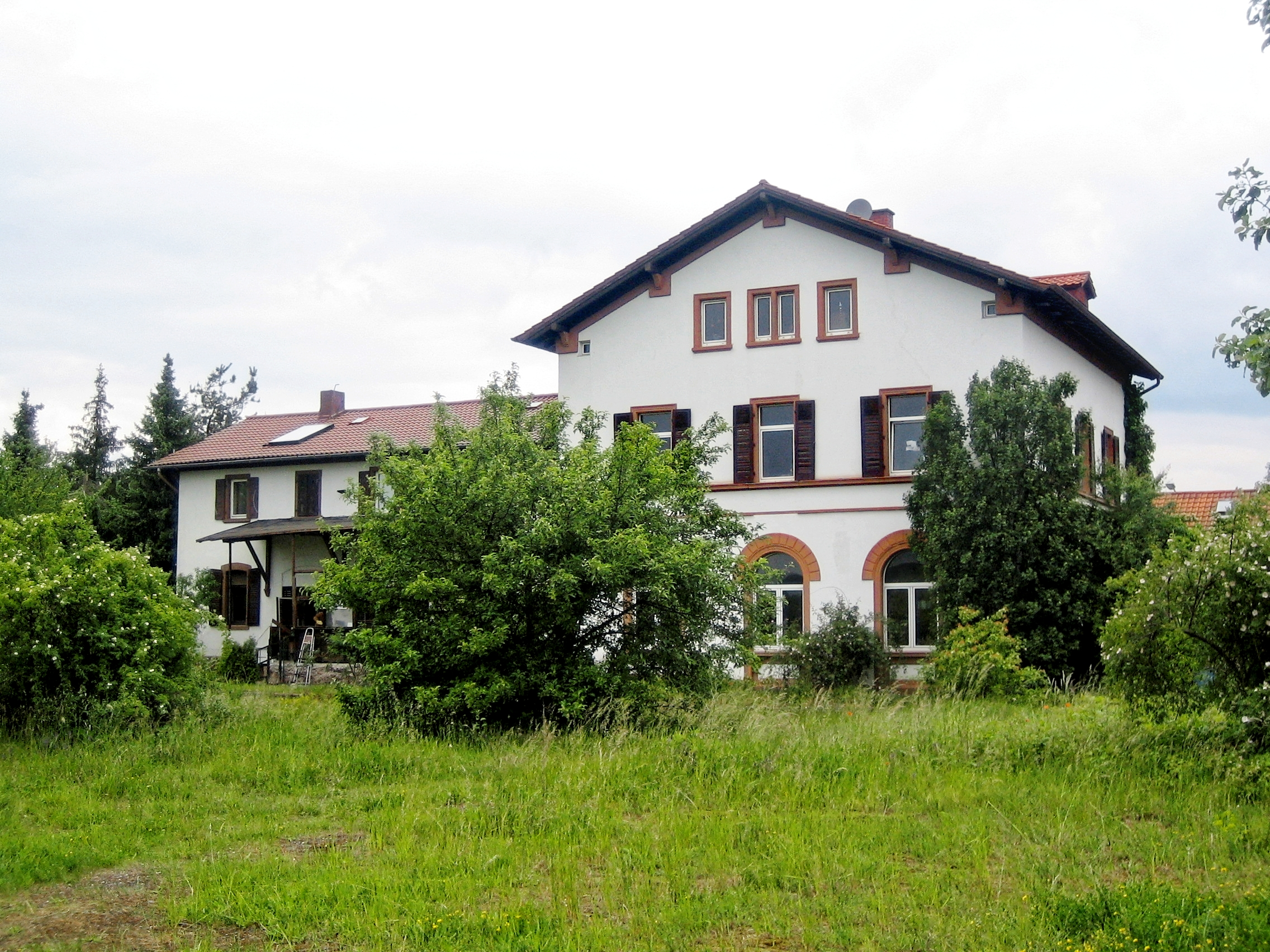